# Præsentationsprogram
Et præsentationsprogram er et program, som regel en del af en kontorpakke, hvormed man kan lave ”slides” (oprindeligt har man anvendt 35 mm lysbilleder), dvs. billeder til fremvisning på et lærred med en storskærmsprojektor, på en stor computerskærm eller som billeder på en overheadprojektor (det sidste er sjældent i dag), under afholdelsen af et foredrag, en præsentation. 
En præsentation, et slide show, består af en række billeder, der på kommando (eller styret af en timer) afløser hinanden. Billederne opbygges i en form for editor, hvor tekst og grafik kan indsættes. Forskellig overblændingseffekter kan benyttes ved skift mellem billederne, lige som elementer på et billede kan vises med forskellige effekter. 
Slides kan udskrives og udleveres til mødedeltagere og andre, ofte under betegnelsen handouts. Udskrifterne kan være suppleret med uddybende tekst. De kan også eksporteres som PDF-filer eller animationer til internettet.
At lave en præsentation, hvor man kan fastholde tilskuernes opmærksomhed i længere tid, kan være svært. Mange er tilbøjelige til at lade tankerne vandre, hvis de bliver præsenteret for slide efter slide. Dette benævnes lidt sarkastisk som ”death by Powerpoint”. 

## Eksempler
- PowerPoint – et præsentationsprogram fra Microsoft
- Impress – open source program fra OpenOffice/LibreOffice-pakken
- BRUNO / HP-Draw – det første kommercielle præsentationsprogram
- VCN ExecuVision – et andet tidligt program